# Saint-Barthélemy (Manche)
Saint-Barthélemy is een gemeente in het Franse departement Manche (regio Normandië) en telt 361 inwoners (1999). De plaats maakt deel uit van het arrondissement Avranches.

## Geografie
De oppervlakte van Saint-Barthélemy bedraagt 6,8 km², de bevolkingsdichtheid is 53,1 inwoners per km².
De onderstaande kaart toont de ligging van Saint-Barthélemy (Manche) met de belangrijkste infrastructuur en aangrenzende gemeenten.

## Demografie
Onderstaande figuur toont het verloop van het inwonertal (bron: INSEE-tellingen).

1. ↑  Populations de référence 2022.